# Fiji Times
Fiji Times este un cotidian în limba engleză publicat în Suva, Fiji. Înființat la Levuka la 4 septembrie 1869 de George Littleton Griffiths (1844 - 1908), este cel mai vechi ziar din Fiji care încă funcționează.
Fiji Times este deținut de Motibhai Group of Companies, care l-a achiziționat de la News Corp al lui Rupert Murdoch la 22 septembrie 2010. Consiliul de administrație Fiji Times Limited este prezidat de Kirit Patel (din 2010) și îi include pe Rajesh Patel, director rezident numit în 2010 și pe Jinesh Patel, directorul de marketing al grupului de companii Motibhai.
Fostul editor Evan Hannah a fost îndepărtat cu forța din Fiji în 2008, deoarece a fost acuzat de guvernul interimar că s-a implicat în politica din Fiji. Acest lucru s-a întâmplat înaintea vânzării de către News Corp către Grupul de companii Motibhai.
Este publicată și o ediție online care conține știri locale, sport și vreme.

## Lovituri de stat și cenzura
Administrația Rabuka a cenzurat Fiji Times o vreme în urma primei lovituri de stat din 14 mai 1987. În semn de protest, ziarul a publicat o ediție cu spații goale mari, unde ar fi fost plasate articole cenzurate de militari.
Fiji Times a anunțat, la 5 decembrie 2006, ca urmare a răsturnării guvernului civil de către armată, că a suspendat publicarea, în loc să fie supus cenzurii guvernamentale. În acea seară, ofițerii militari au vizitat sediul ziarului pentru a interzice publicarea oricărei „propagande” în sprijinul guvernului înlăturat al premierului Laisenia Qarase. Cu toate acestea, ediția online a continuat să fie publicată. Chiar înainte de amiaza zilei de 6 decembrie, armata a acordat permisiunea ca Times să reia publicarea fără cenzură.
The Times a raportat, la 9 decembrie, că doi membri ai publicului au fost reținuți și chestionați de către armată cu privire la scrisorile pe care le-au scris redactorului Times în cursul săptămânii și au primit un „avertisment verbal”.
Cu toate acestea, din decembrie 2006 până în aprilie 2009, The Times a putut publica continuu articole critice față de guvernul interimar. Acesta din urmă și-a exprimat nemulțumirea, dar nu a impus cenzura. În urma crizei constituționale din 2009, toată media din Fiji au fost cenzurate, inclusiv Fiji Times. Cenzorii erau prezenți în sediile ziarelor. Redactorul șef al ziarului, Netani Rika, a declarat pentru Radio Noua Zeelandă International că "jurnaliștii săi continuă să acopere în detaliu fiecare articol, ca și cum ar lucra într-o țară democratică fără restricții." Site-ul Fiji Times a fost, de asemenea, cenzurat începând cu aprilie 2009.

## Critici
Partidul Laburist din Fiji a fost cândva extrem de critic față de Fiji Times, acuzându-l de prejudecăți politice. În iulie 2008, partidul a publicat un raport care susține că Fiji Times a colaborat cu alții într-un efort deliberat de a îndepărta guvernul condus de laburiști din 1999-2000.